# Висока школа Српске православне цркве за уметности и консервацију Београд
Висока школа Српске православне цркве за уметности и консервацију у Београду ради од 17. новембра 1993. године.
Рад Академије иницирао је Епископ будимски Данило (Крстић), а затим је на место декана дошао Епископ браничевски Г. Игнатије. Садашњи декан је протојереј-ставрофор др. Радомир Поповић, а председник Савета Епископ диоклијски и игуман острошки Г. др. Јован.

## Основни циљеви
Основни циљ оснивања и рада Високе школе – Академије јесте образовање будућих генерација који би својом вером и знањем живописали храмове, иконостасе и обнављали (консервација и рестаурација) све у црквама што је страдало у ратовима и погромима и оно што је начео “зуб времена”. Управо је због та два суштинска циља, Висока школа – Академија СПЦ акредитовала у Министарству просвете Република Србије два студијска програма: црквених уметности (образују се будући фрескописци, иконописци, мозаичари и дуборесци) и обнове и чувања (консервације и рестаурације) (образују се будући консерватори и рестауратори икона на платну и дрвету, фресака, мозаика и камена).
Остварење зацртаних задатака осликава се у томе да су дипломирани студенти ове црквене високошколске установе запослени у Народном музеју у Београду, Матици српској у Новом Саду, затим у Заводима и музејима широм Србије, те ће у будућности чинити окосницу уметничких и консерваторских државних тимова, што ће бити на корист и Цркви и Држави.
На Академији – Високој школи СПЦ је за професоре, од самог почетка рада, изабрана генерација верујућих сликара претежно школована на државним академијама, који су постали носиоци идеје о црквеној уметности као слободном стваралачком процесу у оквирима богословља Цркве.

## Студијски програм
Настава на Академији СПЦ се одвија у два студијска програма: 
1. Црквене уметности
2. Обнова и чување (конзервације и рестаурације)

Од академске 2007/2008. године основне студије на Академији трају 6 семестара (3 године). Знања која се стичу кроз теоријско-богословску и стручно-уметничку групу предмета, синтетизују се кроз креативне личности студената који се уписују на основне студије Академије СПЦ за уметности и конзервацију.
Национални савет за високо образовање Републике Србије, на седници од 7. децембра 2007. године, односно актом од 21. фебруара 2008. године доноси одлуку о акредитацији Академије као Високе школе Српске православне цркве за уметности и консервацију, затим и одлуку о акредитацији студијских програма: црквене уметности и обнове и чувања (консервације и рестаурације). Министарство просвете Републике Србије је доделило дозволу за рад Академији – Високој школи СПЦ 29. децембра 2008. године чиме је омогућено студентима да им дипломе буду признате и у Цркви и Држави, али и у свету.
Теоријско-научни садржај студија у оквиру програма Високе школе СПЦ циљају на своју коначну практичну примену. Они такође имају образовне циљеве, али сами по себи не дефинишу образовни профил који се овде очекује. Са друге стране, уметничко-практични програм своје циљеве остварује кроз оспособљеност студената да се коначно самостално искажу у свом стваралачко-стручном раду. Изучавајући општеобразовне и богословске предмете студенти стичу способност да уочавају узроке појава и процеса и касније умеју да консултују ове програмске садржаје како би јасније и поступније сагледавали природу и смисао пројектних задатака. На тај начин ова студијска група исказује двоструке циљеве. Како студијски програм садржи релативно мало познату уметничко-научну област, циљ је да се слика њене праве природе и суштине негује код учесника у образовном процесу што ће исходити потом, њиховим даљим сведочењем у свету.
Прецизније речено, студијски програми Црквених уметности и Обнове и чувања је дефинисан у складу са следећим најважнијим циљевима:
- Развијање креативних способности и ауторског приступа у раду.

Током реализације практичних вежби посебно се придаје пажња развоју креативног и стваралачког размишљања код студента, негујући на тај начин ауторски приступ и креативну страну личности самог студента. Студент се опредељује према идеји а потом и креативно изражава, развијајући а потом и негујући, аутентичан уметнички израз. 
- Развијање естетско-теоријског аспекта размишљања о црквеном уметничком делу.

Поред сталног рада на вежбама и развијања креативног приступа у раду, кроз научно истраживачки рад - студент треба да се у потпуности упозна са разноврсним теоријским промишљањима у разноврсним областима догматско-историсјког и уметничког стваралаштва. На тај начин, стварају се неопходни предуслови да студент своје самосталне и оригиналне радове, естетски и теоријски артикулише спознајући на тај начин, вредност и значај радова које ствара. 
- Стицање потпуних знања у области структуре и форме.

Студент се на студијском програму упознаје са свим врстама и облицима црквено-уметничких дела; са историјског и савременог аспекта, са циљем да пре свега, аналитичко критички размишља, имплементирајући стечена знања у форме и структуре које самостално ствара. На овај начин стиче културу на основу које гради аргументовани критички став према савременом изражавању у оквиру црквених уметности (посебно, приликом увођења новина у традиционални живопис и коришћење канона црквене уметности на савремен начин и њихово савремено ишчитавање).
- Упознавање са новим материјалима.

Да би студент могао да реализује своје креативне потенцијале његова вештина и познавање приликом рада са савременим материјалима мора бити на високом нивоу. Помоћу савремених боја и хемијских везива студент брже и лакше остварује наумљено и себи у задатак постављено. Циљ студијских програма је и да се студент дипломских студија упозна и савлада коришћење савремених материјала. Непознавање нових технолошких могућности подразумева и успоравање креативног и стваралачког изражавања. Студент, а касније и професионалац чија је оспособљеност ове врсте на високом нивоу, моћи ће да допринесе квалитету пројекта. У току целокупног студирања путем теоријских предавања, вежби и научних истраживања који су најбољи показатељ успешности и добрих ефеката наставе.
- Развијање уметничких способности и етичких принципа.

Стваралачки процес на пољу црквених уметности скоро је увек заједнички рад више креативних стваралаца, као и других учесника у пројекту. Стална и разумљива комуникација је од посебне важности. Радом на заједничким вежбама, студенти Високе школе СПЦ за уметности и консервацију у Београду изграђују своје етичке принципе и комуниколошке способности, што им помаже у каснијем професионалном раду, у црквеном поретку и васпитању.
У периоду 2008-2011. година дипломирало је 59 студената, а у истом периоду уписано је 65 студената на оба студијска програма, што показује да Висока школа – Академија СПЦ има јасан план образовања кадрова и брине се о младим нараштајима, тако да управа ове високошколске установе има дугорочан циљ и стратегију која није условљена повећањем финансијских средстава већ се труди да побољша услове рада у скромним условима.

## Образовни профил
Црквене уметности: Курикулумом је – на крају студија – предвиђена израда завршног рада, који ће приказати усвојена знања и развој студента као самосталног уметника. Завршни рад се састоји из практичног и писаног теоријског рада. Завршни испит се обавља пред комисијом. 
По завршетку студија, студент стиче звање:
Црквене уметности:
уметник – дипломирани (иконописац, фресакописац, мозаичар, вајар)
Обнова и чување (консервација и рестаурација):
конзерватор и рестауратор – дипломирани (конзерватор и рестауратор икона, фресака, мозаика, камена)
Компетенције студената по завршетку студија су такве да он/она може да ради следеће послове:
- уметник у области изабране области црквених уметности (фрескопис, иконопис, мозаик, вајање – обликовање у материјалима)
- конзерватор и рестауратор (конзерватор и рестауратор икона, фресака, мозаика, камена)

Савладавањем студијских програма дипломирани студент стиче следеће опште способности:
- Да самостално анализира задатак који је постављен пред њега и да, у складу са расположивим могућностима (богословско-историјска) дефинише најбоља адекватна решења.
- Да разматра процесе и резултате рада критички и самокритички.
- Да примени сва стечена знања, како са основних, тако и са дипломских – студија у пракси.
- Да компетентно комуницира са сарадницима.
- Да стиче професионалну етику, неопходну за тимски рад.

Институт Високе школе Српске православне цркве за уметности и консервацију за истраживања и очување културног наслеђа
Делатности Института Високе школе Српске православне цркве за уметности и консервацију су: научни и истраживачки рад, стручно образовање и усавршавање, издавачка и штампарска делатност у вези са научним, истраживачким и наставним радом; експертски и консултантски послови у области, црквених уметности и обнове и чувања (консервације и рестаурације).
Циљ Института је да пружи подршку свим Епархијама Српске православне цркве у пословима консервације и рестаурације икона, фресака и мозаика, али и да развије савремену црквену уметност у оквирима предањских канона Цркве Христове.
На Интернет презентацији Високе школе - Академије СПЦ представљен је рад црквене високошколске институције и то по сегментима: студијски програми, професори, историјат, вести о изложбама, новим публикацијама и студентски сервис.
Већ шесту годину за редом објављује се часопис Високе школе - Академије СПЦ под називом Живопис.
Пету годину за редом Висока школа - Академија СПЦ објављује и зборник студија са годишњег симпосиона који се бави новим достигнућима у области црквене уметности и обнављања, али и теологији иконе и естетици иконе.
Фонд Књижнице Високе школе данас садржи 2388 монографских и 334 серијских публикација, посебну збирку сачињавају три легата: Драгољуба Стојановића Никца са 1131 библиотечке јединице, хаџи Ратибора Ђурђевића - 270 библиотечких јединица и Легат Милорада Медића - 199 библиотечких јединица. Не књижну грађу сачињавају електронски извори, и предлошци којих је укупно 1418.
Средства за куповину књига су ове године као и до сада била веома мала. Надамо се да ће Министарство Вера РС позитивно одговорити на нашу молбу за идвајање средстава за фонд наше Књижнице.